# Russische Baureihe Л
Die Dampflokomotiven der für die Wladikawkas-Eisenbahn-Gesellschaft entworfenen russischen Baureihe Л waren eine Serie von russischen Schnellzug-Dampflokomotiven der Bauart 2'C1 und – abgesehen von den mit Zusatztender versehenen 2'C1'-Tenderlokomotiven der Reihe П der Rjasan-Uraler Bahn – die einzigen in Russland erbauten Pacific-Lokomotiven. Als Besonderheit gilt bei ihnen, dass sie ein Vierzylinder-Einfachexpansionstriebwerk besaßen. Die Lokomotiven sind nicht mit der sowjetischen Baureihe Л zu verwechseln, die nach 1945 erschien. Die Ähnlichkeit beider Lokomotivkonstruktionen bestand lediglich darin, dass beide Konstrukteure zufällig denselben Anfangsbuchstaben des Nachnamens besaßen. Aus diesem Grund wurde die Lokomotive 1947 in ЛП (Л = Lopuschinski, П = Passaschirskij; Personenzuglok) umbenannt.

## Geschichte
Die Lokomotiven der Reihe Л (auch bekannt unter den Spitznamen „Wladikawkasskij Pacific“ oder „Elka“) waren russische Schnellzug-Dampflokomotiven mit der Achsformel 2'C1. Sie wurden von 1914 bis 1918 und von 1923 bis 1926 in den Putilow-Werken hergestellt. Entworfen wurden sie von dem russisch-polnischen Ingenieur Wacław Łopuszyński, der zu dieser Zeit Maschinenchef der Wladikawkas-Eisenbahn-Gesellschaft war. Diese benötigte für ihre Hauptstrecke von Rostow am Don nach Wladikawkas leistungsfähigere Schnellzuglokomotiven, um die bisher oft nötigen Vorspannleistungen zu reduzieren.
Selten für die Konstruktion von russischen und sowjetischen Dampflokomotiven war die Anwendung eines Vierzylinder-Einfachexpansionstriebwerks in einem festen Rahmen. Die mittlere Achse, auf der ebenfalls die äußeren Zylinder wirkten, war gekröpft, auf sie wirkten die Treibstangen der beiden mittleren Zylinder. Łopuszyński verfolgte mit der Ausführung als Vierzylindermaschine das Ziel, den Oberbau möglichst gering zu belasten. Für die Wladikawkas-Bahn wurden zunächst 18 Stück von 1915 bis 1918 hergestellt. Alle Exemplare erhielten eine Feuerung mit Naphtha. Ab 1924 wurden für die Oktoberbahn weitere 48 Stück hergestellt, die sie vor Schnellzügen auf der Strecke zwischen Moskau und Leningrad einsetzte. 1937 wurden sie dort durch stärkere Lokomotiven ersetzt und kamen ebenfalls ins Kaukasusvorland. Diese einzige russische Pacific-Bauart wurde schließlich in den 1950er Jahren ausgemustert.
Vergleichbare deutsche Vierlings-Lokomotiven wie die 17.6 der DRG sind bereits 20 Jahre früher wieder ausgemustert worden. Eine ähnliche Vierlings-Pacific, die rumänische 231, blieb dagegen bis Anfang der 1970er Jahre im Einsatz.